# Yasser Larouci
Yasser Larouci (El Oued, 1º gennaio 2001) è un calciatore algerino con cittadinanza francese, difensore del Watford, in prestito dal Troyes, e della nazionale algerina.

## Caratteristiche tecniche
Gioca come terzino sinistro, predilige la fase offensiva per le sue qualità di spinta e velocità.

## Carriera

### Club

#### Giovanili e il passaggio al Liverpool
Nato in Algeria, si trasferisce da piccolo con la famiglia in Francia, dove entra a far parte delle giovanili del Le Havre. Nel 2017 viene acquistato dal Liverpool, che lo aggrega al proprio settore giovanile. Il 5 gennaio 2020 ha esordito in prima squadra, in occasione dell'incontro di FA Cup vinto per 1-0 contro l'Everton.

#### Troyes
Dopo solo due presenze in coppa coi reds, il 26 luglio 2021 firma un contratto quinquennale con il Troyes.
Il 17 luglio 2023 viene ceduto in prestito allo Sheffield Utd fino al termine della stagione.

### Nazionale
Dopo aver giocato nella nazionale francese Under-21, nel 2023 decide di rappresentare l'Algeria, nazione delle sue origini, con cui esordisce il 16 ottobre dello stesso anno nell'amichevole pareggiata contro l'Egitto (1-1).

## Statistiche

### Presenze e reti nei club
Statistiche aggiornate al 26 ottobre 2024.
| Stagione        | Squadra         | Campionato      | Campionato | Campionato | Coppe nazionali | Coppe nazionali | Coppe nazionali | Coppe continentali | Coppe continentali | Coppe continentali | Altre coppe | Altre coppe | Altre coppe | Totale | Totale |
| Stagione        | Squadra         | Comp            | Pres       | Reti       | Comp            | Pres            | Reti            | Comp               | Pres               | Reti               | Comp        | Pres        | Reti        | Pres   | Reti   |
| --------------- | --------------- | --------------- | ---------- | ---------- | --------------- | --------------- | --------------- | ------------------ | ------------------ | ------------------ | ----------- | ----------- | ----------- | ------ | ------ |
| 2019-2020       | Liverpool       | PL              | 0          | 0          | FACup+CdL       | 2+0             | 0               | UCL                | 0                  | 0                  | SU+Cmc      | 0           | 0           | 2      | 0      |
| 2021-2022       | Troyes          | L1              | 12         | 0          | CF              | 1               | 0               |                    | -                  | -                  |             | -           | -           | 13     | 0      |
| 2022-2023       | Troyes          | L1              | 30         | 1          | CF              | 1               | 0               |                    | -                  | -                  |             | -           | -           | 31     | 1      |
| Totale Troyes   | Totale Troyes   | Totale Troyes   | 42         | 1          |                 | 2               | 0               |                    | -                  | -                  |             | -           | -           | 44     | 1      |
| 2023-2024       | Sheffield Utd   | PL              | 11         | 0          | FACup+CdL       | 1+1             | 0               |                    | -                  | -                  |             | -           | -           | 13     | 0      |
| 2024-2025       | Watford         | PL              | 10         | 0          | FACup+CdL       | 0+2             | 0               |                    | -                  | -                  |             | -           | -           | 12     | 0      |
| Totale carriera | Totale carriera | Totale carriera | 63         | 1          |                 | 8               | 0               |                    | 0                  | 0                  |             | 0           | 0           | 61     | 1      |

### Cronologia presenze e reti in nazionale
| Cronologia completa delle presenze e delle reti in nazionale ― Algeria | Cronologia completa delle presenze e delle reti in nazionale ― Algeria | Cronologia completa delle presenze e delle reti in nazionale ― Algeria | Cronologia completa delle presenze e delle reti in nazionale ― Algeria | Cronologia completa delle presenze e delle reti in nazionale ― Algeria | Cronologia completa delle presenze e delle reti in nazionale ― Algeria | Cronologia completa delle presenze e delle reti in nazionale ― Algeria | Cronologia completa delle presenze e delle reti in nazionale ― Algeria |
| Data                                                                   | Città                                                                  | In casa                                                                | Risultato                                                              | Ospiti                                                                 | Competizione                                                           | Reti                                                                   | Note                                                                   |
| ---------------------------------------------------------------------- | ---------------------------------------------------------------------- | ---------------------------------------------------------------------- | ---------------------------------------------------------------------- | ---------------------------------------------------------------------- | ---------------------------------------------------------------------- | ---------------------------------------------------------------------- | ---------------------------------------------------------------------- |
| 16-10-2023                                                             | al-ʿAyn                                                                | Egitto                                                                 | 1 – 1                                                                  | Algeria                                                                | Amichevole                                                             | -                                                                      | 63’                                                                    |
| 16-11-2023                                                             | Baraki                                                                 | Algeria                                                                | 3 – 1                                                                  | Somalia                                                                | Qual. Mondiali 2026                                                    | -                                                                      |                                                                        |
| 5-1-2024                                                               | Lomé                                                                   | Togo                                                                   | 0 – 3                                                                  | Algeria                                                                | Amichevole                                                             | -                                                                      | 68’                                                                    |
| Totale                                                                 |                                                                        | Presenze                                                               | 3                                                                      |                                                                        | Reti                                                                   | 0                                                                      |                                                                        |

## Palmarès

### Club

#### Competizioni giovanili
- FA Youth Cup: 1

Liverpool: 2018-2019